# Université polytechnique de Tokyo
L'université polytechnique de Tokyo (東京工芸大学, Tōkyō Kōgei Daigaku) est une université privée située dans l'arrondissement de Honchō, Nakano à Tokyo. son surnom est Shadai (写大). Son ancienne appellation est « École de photographie de Tokyo » (東京写真大学 (), Tōkyō Shashin Daigaku).
L'université est fondée sous le nom « École professionnelle de photographie Konishi » dans l'arrondissement de Shibuya, en 1923. Son fondateur, Rokuemon Sugiura VII, est président de Konishi Main Shop (plus tard Konica) à l'époque et crée l'école pour réaliser le vœu de Rokuemon Sugiura VI, l'ancien président.
À partir de 2007, l'université offre des cours en études manga et des études d'animation.

## Anciens étudiants
- Akitaro Daichi
- Eikoh Hosoe (photographe)
- Yōkō Kamio
- Takashi Koizumi
- Kōichi Saitō (réalisateur)
- Sakae Tamura (photographe)
- Kenji Tsuruta
- Shin Yanagisawa (photographe)

## Personnel académique
- Yoshino Ōishi[1].